# S4M
A S4M (em russo:  С4М) era uma pistola de serviço especial soviética. Era uma derringer simples  de ação basculante, de dois tiros, mas as características únicas vinham de sua munição especializada, projetada em torno de uma versão reduzida dos cartuchos 7,62×39mm usados no AK-47 soviético. Os estojos do cartucho continham um êmbolo semelhante a um pistão entre a bala e a pólvora que se moveria para a frente dentro do estojo quando disparado. O pistão empurraria o cartucho para baixo do cano e tamparia a extremidade do estojo, selando completamente quaisquer gases explosivos no estojo. Isso, combinado com o cartucho inerentemente de baixa velocidade, resultou em uma pistola verdadeiramente silenciosa. A natureza da arma e da munição levou a que ela fosse extremamente imprecisa fora do alcance à queima-roupa. Para adicionar mais confusão e afastar possíveis suspeitas do assassino, o estriamento do cano foi projetado para afetar a bala de tal forma que os especialistas em balística não apenas concluíssem que o tiro foi disparado de um AK-47, mas que o tiro foi disparado a várias centenas de metros de distância.
Devido à natureza politicamente devastadora inerente a este projeto, a S4M foi mantida em alto segredo. As informações sobre a pistola não eram conhecidas pelos governos ocidentais até bem depois do fim da Guerra Fria.
A S4M foi sucedida pela MSP Groza menos potente, mas de outra forma bastante semelhante, usando a munição SP-3 mais nova em 7,62×39mm, que também era usada na faca NRS-2.